# Кубок Ачербо

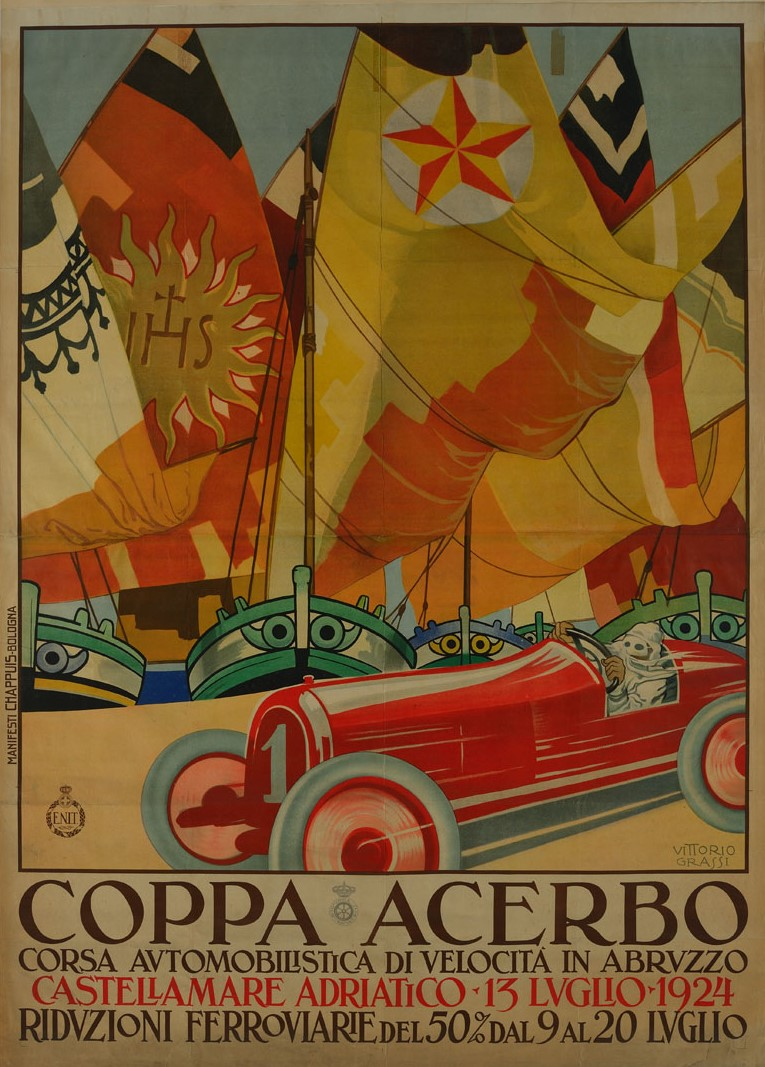

| Назва                        | Coppa Acerbo/Circuito di Pescara                                                                                    |
| Розташування                 | Пескара, Північна Італія                                                                                            |
| Основні події                | Чемпіонат Гран-Прі, WSC, Формула-1, Формула-2,                                                                      |
| Довжина траси                | 25,579 км. |
| Кількість кіл                | 18 |
| Довжина перегонів            | 460,422 км. |
| Найбільше перемог (пілот)    | Джузеппе Кампарі (3)                                                                                                |
| Найбільше перемог (виробник) | Alfa Romeo (10) |
| Останні перегони Формула-1   | 1957 рік |
| Поул-позиція                 | Хуан Мануель Фанхіо Maserati 9:44.6                                                                                 |
| Подіум                       | 1. Стірлінг Мосс (Vanwall)-2:59:22.7; 2. Хуан Мануель Фанхіо (Maserati) + 3:13.9; 3. Гаррі Шелл (Maserati) + 6:46.8 |
| Найшвидше коло               | Стірлінг Мосс (Vanwall) 9:44.6                                                                                      |

## Історія
Кубок Ачербо (іт. Coppa Acerbo) ― це автомобільні перегони, названий на честь Тіто Ачербо, його брат Джакомо Ачербо був відомим фашистським політиком в Італії.
Після поразки країни в Другій Світовій війні, перегони перейменували на Перегони Пескара, які також називають Гран-Прі Пескари (Gran Premio ді Пескара).
Перші перегони на понад 25-кілометровій трасі біля Адріатичного моря розпочалися в 1924 році. Останні змагання пройшли в 1964 році. Перегони проводилися в різних класах спортивних автомобілів.
В 1957 році тут пройшла Формула-1, в її календарі за всю історію це була найдовша траса в календарі чемпіонату.
Alfa Romeo виграла із 9 перших перегонів 7, і тільки в 1926 році їх побила Bugatti T35. Хоча італійці знову в 1930 році виграли, це був Ахілл Варці на Maserati.
З введенням регламенту Гран-Прі й вагою автомобілів до 750 кг, Alfa Romeo стає вже не такою швидкою, втрачаючи своє лідерство.Mercedes-Benz і Auto Union почали виходити на арену довоєнних Гран-Прі, хоча італійці із введенням класу автомобілів із двигуном до 1,5 л італійці не відстають, що було вигідно Alfa Romeo, з їхньою новою моделлю Alfetta 158. Кубок Ачербо вважався однією з найпрестижніших перегонів в той час.

### Післявоєнний час
Після війни перегони відновилися в 1947 році, щоправда, назву із профашистської змінили на більш цивільну ― Перегони Пескари. Однак відновлені перегони вже не користувалися таким статусом і популярністю, як колись, тож організатори почали роздумувати, як повернути змаганням колишню славу.
І шанс з'явився із початком в 1950 році Чемпіонату світу Формула-1, котра в результаті й приїхала в Пескару. У 1950 гонку виграв майбутній чемпіон світу Хуан Мануель Фанхіо на Alfa Romeo. В 1957 році Гран-прі Пескари офіційно ввійшло в календар Формула-1. Ці перегони виграв Стірлінг Мосс на Vanwall, друге місце здобув Фанхіо.
Перегони в Пескарі були дуже небезпечні як для пілотів, так і для глядачів, тож на початку 60-х років ці питання стають визначальними в майбутній перспективі Пескари. Після дворічної перерви статус перегонів знизили й в 1960 році тут пройшла Формула-2, виграв гонку майбутній чемпіон світу Денні Х'юм.
В 1961 році статус перегонів востаннє підвищили до статусу чемпіонату світу, цього разу тут проходив Чемпіонат Світу Спортивних автомобілів (дивіться World Sporstcar Championship). Останнє Гран-Прі Пескари виграла Ferrari Testa Rossa із Лоренцо Бандіні і Джорджо Скарлатті. Це були останні змагання на знаменитому колись Кубку Ачербо. Більше в Пескарі перегони не проводилися.

## Переможці перегонів
Бернд Роземейєр, Луїджі Фаджіолі і Акілле Варці вигравали перегони двічі, а Джузеппе Кампарі є єдиним пілотом, що виграв її тричі.
| Рік        | Пілот/и                            | Клас       | Автомобіль             | Назва перегонів        |           |
| ---------- | ---------------------------------- | ---------- | ---------------------- | ---------------------- | --------- |
| 1961       | Лоренцо Бандіні Джорджіо Скарлатті | Спорткарів | Ferrari 250TRI         | 1961 4h Testa Rosa     |           |
| 1960       | Денні Хальм                        | Ф-2        | Cooper T52 — BMC       | XXVI Гран-Прі Пескари  |           |
| 1958- 1959 | Not held.                          | Not held.  | Not held.              | Not held.              |           |
| 1957       | Стірлінг Мосс                      | Ф-1        | Vanwall VW5            | XXV Перегони Пескара   |           |
| 1956       | Робер Манзон                       | Спорткари  | Gordini T15S           | XXIV Гран-Прі Пескари  |           |
| 1955       | Not held.                          | Not held.  | Not held.              | Not held.              |           |
| 1954       | Луїджі Муссо                       | Ф-1/2      | Maserati 250F          | XXIII Гран-Прі Пескари |           |
| 1953       | Умберто Маджліолі Майк Хоторн      | Спорткари  | Ferrari 375MM          | 2° 12Пескара           |           |
| 1952       | Джованні Бракко Паоло Марзотто     | Спорткари  | Ferrari 250S           | 1° 12 Пескара          |           |
| 1951       | Хосе Фройлан Гонсалес              | Ф-1        | Ferrari 375            | XX Перегони Пескара    |           |
| 1950       | Хуан Мануель Фанхіо                | Формула-1  | Alfa Romeo 158         | XIX Перегони Пескара   |           |
| 1949       | Франко Рол                         | Спорткари  | Alfa Romeo 6C 2500 SS  | XVIII Перегони Пескара |           |
| 1948       | Джованні Бракко                    | Спорткари  | Maserati A6GCS         | XVII Перегони Пескара  |           |
| 1947       | Вінченцо Аріччіо                   | Спорткари  | Stanguellini-Fiat 1100 | XVI Перегони Пескара   |           |
| 1940- 1946 | Not held.                          | Not held.  | Not held.              | Not held.              |           |
| 1939       | Клементе Біондетті                 | Гоночні    | Alfa Romeo 158         | XV Кубок Ачербо        |           |
| 1938       | Рудольф Караччіола                 | Гран-Прі   | Mercedes-Benz W154     | XIV Кубок Ачербо       |           |
| 1937       | Бернд Роземейєр                    | Гран-Прі   | Auto Union Typ C       | XIII Кубок Ачербо      |           |
| 1936       | Бернд Роземейєр                    | Гран-Прі   | Auto Union Typ C       | XII Кубок Ачербо       |           |
| 1935       | Акілле Варці                       | Гран-Прі   | Auto Union Typ B       | XI Кубок Ачербо        |           |
| 1934       | Луїджі Фаджіолі                    | Гран-Прі   | Mercedes-Benz W25      | X Кубок Ачербо         |           |
| 1933       | Луїджі Фаджіолі                    | Гран-Прі   | Alfa Romeo Tipo-B 'P3' | IX Кубок Ачербо        |           |
| 1932       | Таціо Нуволарі                     | Гран-Прі   | Alfa Romeo Tipo-B 'P3' | VIII Кубок Ачербо      |           |
| 1931       | Джузеппе Кампарі                   | Гран-Прі   | Alfa Romeo Tipo A      | VII Кубок Ачербо       |           |
| 1930       | Ахілл Варці                        | Гран-Прі   | Maserati 26M           | VI Кубок Ачербо        |           |
| 1929       | Джузеппе Кампарі                   | Гран-Прі   | Alfa Romeo P2          | V Кубок Ачербо         |           |
| 1928       | Not held.                          | Not held.  | Not held.              | Not held.              | Not held. |
| 1927       | Джузеппе Кампарі                   | Гран-Прі   | Alfa Romeo P2          | IV Кубок Ачербо        |           |
| 1926       | Луїджі Спіноззі                    | Гран-Прі   | Bugatti T35            | III Кубок Ачербо       |           |
| 1925       | Джуїдо Джінальді                   | Гран-Прі   | Alfa Romeo RL          | II Кубок Ачербо        |           |
| 1924       | Енцо Феррарі                       | Гран-Прі   | Alfa Romeo RL          | I Кубок Ачербо         |           |